# Clásica Terres de l'Èbre
La Clásica Terres de l'Èbre (officiellement Clàssica Terres de l'Ebre Reserva de la Biosfera) est une course cycliste espagnole disputée en Catalogne dans les Terres de l'Èbre. Créée en 2024, elle fait partie de l'UCI Europe Tour, en catégorie 1.1.
Depuis sa création, la course fait partie de l'UCI Europe Tour, d'abord en catégorie 1.2 pour sa première édition, avec une distance de 191,7 km, un départ à Amposta et un final au Mont Caro, dont le vainqueur est l'Espagnol Abel Balderstone. Dès la deuxième année (en 2025), la course passe en catégoríe 1.1.

## Palmarès
| Année | Vainqueur        | Deuxième          | Troisième        |
| ----- | ---------------- | ----------------- | ---------------- |
| 2024  | Abel Balderstone | Joan Bou          | José Félix Parra |
| 2025  | Isaac Del Toro   | Christian Scaroni | Lukas Nerurkar   |

## Palmarès par pays
| Pays    | Victoires |
| ------- | --------- |
| Espagne | 1         |
| Mexique | 1         |